# فندق نيويورك بيلتمور
فندق نيويورك بيلتمور (بالإنجليزية: New York Biltmore Hotel)‏ كان فندقًا فاخرًا يقع في 335 شارع ماديسون في وسط مانهاتن [الإنجليزية]، مدينة نيويورك. تم تطوير الفندق من قبل السكك الحديدية المركزية في نيويورك وسكك حديد نيويورك ونيو هيفن وهارتفورد وتم تشغيله من عام 1913 إلى عام 1981. كان أحد الفنادق الكبيرة العديدة التي طُورت حول محطة غراند سنترال. تم تصميم بيلتمور على طراز عصر النهضة الإيطالي من قبل وارن وويتمور، إحدى الشركات المشاركة في تصميم جراند سنترال. على الرغم من أن الإطار الفولاذي للفندق لا يزال موجودًا، إلا أن الفندق نفسه قد تم هدمه بالكامل تقريبًا واستبداله بمبنى إداري في أوائل الثمانينيات.
تم الاستشهاد بمبنى الفندق بشكل مختلف على أنه يتكون من 23 إلى 26 طابقًا. كان للفندق واجهة من الجرانيت والحجر الجيري والطوب والطين. كانت معظم مخططات طوابقها على شكل حرف U، مع ساحة مضيئة تواجه الغرب باتجاه شارع ماديسون. في الطابق السفلي كانت هناك غرفة استقبال تؤدي مباشرة من محطة غراند سنترال. كانت غرف الطعام في الطابق الأرضي. كانت هناك حديقة على السطح فوق الطابق السادس، تواجه الشرق باتجاه شارع فاندربيلت. كانت هناك قاعات رقص ومساحات اجتماعات إضافية في الطوابق العليا. في المجموع، كان فندق بيلتمور يضم 1000 غرفة وجناح. أما الطابق الرابع فقد ضم جناحاً ترفيهياً خاصاً يسمى بالجناح الرئاسي.
بعد بناء محطة غراند سنترال، بدأ نيويورك سنترال التخطيط لإنشاء فندق في مبنى المدينة في أوائل العقد الأول من القرن العشرين، وافتتح رسميًا في 31 كانون الأول 1913. كان يدير الفندق في الأصل غوستاف بومان، الذي توفي في تشرين الأول 1914. قام مدير الفندق، جون ماكنتي بومان، بتشغيله حتى وفاته في عام 1931، وربط فندق بيلتمور بسلسلة فنادق بومان-بيلتمور. استحوذ بول ميلستين على الفندق في عام 1978 وبدأ في هدم الديكورات الداخلية مباشرة بعد إغلاق الفندق في 15 آب 1981. على الرغم من احتجاجات دعاة الحفاظ على البيئة، قام ميلستين بتدمير بيلتمور وتحويله إلى مبنى إداري يسمى بنك أوف أمريكا بلازا، والذي أعيد افتتاحه في أيار 1984. تم نقل بنك أوف أمريكا في عام 2010 وأصبح المبنى 335 شارع ماديسون. بعد تجديد آخر في عام 2019، أصبح المبنى هو مبنى الشركة، والذي تمت إعادة تسميته بدوره إلى 22 فاندربيلت في أواخر عام 2022.

## الهندسة المعمارية
تم تصميم فندق بيلتمور من قبل شركة وارن وويتمور المعمارية، والتي ساعدت أيضًا في تصميم المحطة المركزية المجاورة، على طراز عصر النهضة الإيطالي. يتكون المبنى من 23،  25،  أو 26 طابقًا فوق سطح الأرض. بالإضافة إلى ذلك، كان الفندق يتكون من طابقين تحت الأرض،  على الرغم من أن الموقع يمتد لخمسة طوابق تحت الأرض. وفقا للخطط المقدمة من وارن وويتمور، كان مبنى الفندق 305 قدم (93 م) طويل القامة. حوالي 12,000 طن صغير (11,000 طن كبير؛ 11,000 t) تم استخدام الهيكلي في بناء الفندق،  بالإضافة إلى 5000 برميل من الأسمنت البورتلاندي.
احتل بيلتمور مبنى المدينة بأكمله الذي يحده شارع ماديسون من الغرب، والشارع 44 من الشمال، وشارع فاندربيلت من الشرق، وشارع 43 من الجنوب، بقياس 200 by 215 قدم (61 by 66 م). استبدل الفندق مكتب بريد ومكتب تذاكر مكون من أربعة طوابق تديره شركة نيويورك المركزية للسكك، والذي تم هدمه في بداية عام 1912.

### الشكل والواجهة
كان للفندق واجهة من الجرانيت والحجر الجيري والطوب والطين. على الرغم من أن المدخل الرئيسي للفندق كان في شارع 43، إلا أنه كان له أيضًا مدخلين في شارع فاندربيلت، مما أدى إلى ممرات مختلفة للرجال والنساء. احتلت الطوابق الأربعة السفلية للفندق الموقع بأكمله. فوق الطابق الرابع، كان الفندق على شكل حرف "U"، مع ساحة مضيئة في شارع ماديسون تحيط بها غرف الفندق من الشمال والشرق والجنوب. كانت القاعدة مغطاة في المقام الأول بالجرانيت. كانت الطوابق الموجودة فوق القاعدة مغطاة بشكل أساسي بالطوب والحجر الجيري. تحتوي الطوابق الموجودة فوق القاعدة مباشرة على واجهة من الحجر الجيري، بينما يتكون العمود الرئيسي للمبنى من واجهة من الطوب. استخدمت الواجهة ما يقرب من أربعة ملايين قطعة من الطوب العادي ومليوني قطعة من الطوب الرمادي.
احتوى المبنى على 3,000 طن صغير (2,700 طن كبير؛ 2,700 t) من الطين المعماري الرمادي.
فوق الطابق الحادي والعشرين، كان التاج مكسوًا بالكامل بالطين ومصمم على الطراز الفيدرالي. على جميع الارتفاعات الأربعة الأساسية للواجهة، كانت هناك أعمدة وأعمدة مخددة تمتد من الطابق الحادي والعشرين إلى الطابق الثالث والعشرين. فوق هذه الأعمدة والأعمدة كان هناك إفريز مقوس بألواح سباندريل مزخرفة.

### مساحات عامة
تم بناء الفندق فوق اثني عشر خطًا من خطوط السكك الحديدية في محطة غراند سنترال. كانت القصة الأولى مرتفعة قليلاً عن الأرض. كانت غرف الطعام العامة كلها في الطابق الأرضي. يتميز الجانب الجنوبي من الفندق بمساحات للبيع بالتجزئة، بينما تم تخصيص النصف الشمالي للمطاعم الراقية. كانت هناك قاعات رقص ومساحات اجتماعات إضافية في الطوابق العليا.

#### القبو
كان لفندق بيلتمور غرفة استقبال خاصة به في الطابق السفلي، والتي كانت في الأصل بمثابة غرفة انتظار للقطارات بين المدن وكانت تُعرف بالعامية باسم غرفة التقبيل. تم الانتهاء منها في عام 1915  وأصبحت تعرف فيما بعد باسم غرفة القطار القادم  وغرفة بيلتمور.
تبلغ المساحة 64-by-80-قدم (20 by 24 م) القاعة الرخامية  شمال غرب الردهة الرئيسية، وهي بمثابة مدخل للمسارات من 39 إلى 42 داخل الصالة. لا تزال غرفة بيلتمور موجودة أسفل 335 شارع ماديسون الحديث. يؤدي درج كبير يعود تاريخه إلى بناء الفندق الأصلي إلى شارع 43. تم ترميم الغرفة عام 1985 بعد هدم باقي الفندق. في عام 2010، تم تحويل الغرفة إلى مدخل لمحطة غراند سنترال ماديسون في طريق لونغ آيلاند للسكك الحديدية كجزء من مشروع الوصول إلى الجانب الشرقي .
وفقًا لصحيفة نيويورك تايمز، فإن الراكب الذي يصل إلى جراند سنترال سيكون قادرًا على الانتقال مباشرة من مقعده في فندق بولمان إلى غرفته في الفندق. لا تزال الممرات من الطابق السفلي السابق لبيلتمور إلى المحطة موجودة اعتبارًا من 2019 . على جانب الشارع 44 من الفندق كان هناك ممر منحدر يؤدي إلى الطابق السفلي، والذي تم استخدامه كمنحدر لسيارات الأجرة  ويتميز بسقف مقبب ببلاط جواستافينو. كان فندق بيلتمور يتقاسم مرآبه سابقًا مع فندق كومودور.
بجوار جراند سنترال، ينزل درج من المدخل الرئيسي إلى غرفة الشواء والبار وغرفة نادي الرجال في الطابق السفلي. تم تصميم جميع هذه المساحات على الطراز الإليزابيثي بمفروشات من خشب البلوط. أرضيات من الرخام والخشب. والجدران المغطاة بألواح وأعمدة تصل إلى السقف. يتكون سقف غرفة الشواء من أعمال الجبس على الطراز الإنجليزي بنقش بارز. وفي عام 1924، تم استبدال هذه المساحات بمتاجر ورواق يمتد بين شارعي 43 و44. كان هناك 11 متجرًا تواجه شارع ماديسون، بالإضافة إلى ثلاث مقصورات إضافية تم فتحها في الممرات. وبالإضافة إلى ذلك، كان هناك حمام تركي وحمام سباحة في الطابق السفلي. تم تحويل الحمامات التركية الموجودة في الطابق السفلي إلى نادي صحي بحلول أواخر القرن العشرين. في عام 1962 تم إضافة غرفة صالون للنساء في الطابق السفلي بزخارف حمراء.

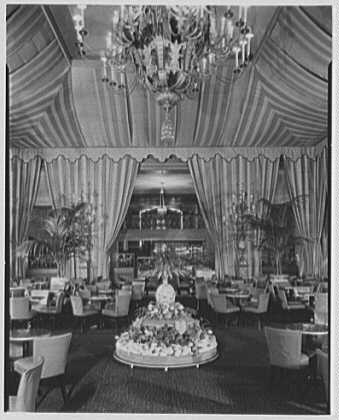
محكمة النخيل، 1956

ويحتوي النصف الجنوبي من الطابق الأرضي على غرف للكتابة والاستقبال للرجال، بينما يحتوي النصف الشمالي على غرف مماثلة للنساء. بجوار مدخل الشارع 43 كان المكتب الرئيسي للفندق. كان حوالي ثلث الطابق الأرضي تحت كوة، وفوقها كانت أعمدة الهواء الخاصة بالفندق.
ممر يؤدي غربًا من مدخل الشارع 43 إلى غرفة طعام الرجال وغرفة الطعام الرئيسية في شارع ماديسون. كانت غرف استراحة النساء تقع على الجانب الشمالي من الممر بين المدخل الرئيسي وغرفة الطعام الرئيسية. يحتوي سقف غرفة الطعام على ثلاث ثريات زجاجية وزخارف ذهبية على الطراز الأبيض على الطراز الإليزابيثي لأشكال كلاسيكية بارزة.
كانت منطقةساحة النخيل(بالإنجليزية: Palm Court)‏ وغرفة الاسترخاء الرئيسية بجوار غرفة الطعام الرئيسية. المساحة تربط بين غرف الرجال والنساء في الطابق الأرضي. كان لساحة النخيل جدران رخامية بزخارف برونزية. في وسط الغرفة ساعة مذهبة. تضم الغرفة أيضًا مناورًا وأشجار النخيل. تم قطع السقف المقبب البيضاوي لـساحة النخيل بواسطة أقواس بيضاوية ذات أفاريز منحوتة. أصبحت ساحة النخيل مكانًا شعبيًا للاجتماعات. بعد إغلاق فندق بيلتمور، أعيد تركيب ساعة بالم كورت في ردهة ماديسون أفينيو.
إلى الشرق من الردهة كان هناك ملهى ليلي يُعرف باسم غرفة بومان،  والذي تم افتتاحه في تشرين الأول 1936. استضافت المساحة فنانين مثل هوراس هايدت وكارمن كافالارو. تم تجديد الغرفة في عام 1942،  وتم تركيب بار في الغرفة. توقفت العروض في غرفة بومان بشكل دائم في أيلول 1949 بعد أن فرضت الحكومة الفيدرالية ضريبة 20% على مثل هذه العروض.

#### الطوابق العليا
كان هناك طابق نصفي فوق مستوى سطح الأرض. ويحتوي الميزانين على غرف للكتابة لكلا الجنسين، بالإضافة إلى غرف لتصفيف الشعر والاستقبال غرف ملابس للنساء. مباشرة فوق غرفة الطعام كانت هناك صناديق المطبخ والتبريد. كانت الفنادق المماثلة في ذلك الوقت تحتوي على مطابخ في الطوابق السفلية، ولكن كان لفندق بيلتمور مساحة محدودة في الطابق السفلي بسبب وجود خطوط السكك الحديدية. كما كانت هناك مكتبة في الطابق الثاني، بينما كان الطابق الرابع يحتوي على غرف طعام خاصة. تمت إضاءة المطبخ والميزانين ومساحات تناول الطعام تحت الضوء. في عام 1928، صمم ليونارد شولتز من شركة شولتز آند ويفر غرفة تأمل على الطراز القوطي في الطابق الثالث، مع ألواح من خشب البلوط، ونوافذ زجاجية ملونة، وستائر حمراء.
في شارع فاندربيلت، كانت هناك حديقة على السطح بطول الطابق السادس، بها أحواض زهور وشجيرات وعشب ونافورة وممرات مظللة. والمعروفة باسم الحديقة الإيطالية، وقد تم تحويلها إلى حلبة للتزلج على الجليد خلال أشهر الشتاء. كانت محمية بعريشة تمتد على كامل عرض الواجهة من الشارع 43 إلى الشارع 44. في البداية، كانت حديقة السطح مفتوحة فقط أثناء وقت الشاي.
في الطابق الثالث والعشرين من الفندق كانت توجد قاعة الاحتفالات الكبرى وقاعة الولائم. كانت القاعة الكبرى تسمى كاسكيد (بالإنجليزية: Cascades)‏ بسبب وجود شلال كبير في أحد طرفيها. تم تصميمه على طراز لويس السادس عشر  وتم تزيينه باللونين الذهبي والأزرق. تحتوي قاعة الرقص وقاعة الولائم على قطع خشبية مع مقاعد مربعة من ثلاث جهات. تحتوي القاعة أيضًا على نوافذ متحركة. كانت القاعة تستخدم عادة لتناول طعام الغداء والعشاء والمآدب، على الرغم من أنه لا يمكن للزوار الدخول إلا عن طريق الدعوة. تم استخدام وسط القاعة كحلبة رقص ليلاً. خلال أشهر الصيف، يمكن لمديري الفندق فتح النوافذ وتحويل قاعة الرقص إلى قاعة رقص مفتوحة في الهواء الطلق. كانت هذه وسيلة راحة رئيسية للضيوف قبل أن يصبح تكييف الهواء شائعًا. تحتوي القاعة أيضًا على بهو خاص بها وغرفة اجتماعات وغرفة استرخاء وبار ومطبخ. يمكن أن تتسع المساحة لـ 600 شخص. شمال القاعة الكبرى كان يوجد جناح للإسعافات الأولية.

### غرف الفندق
كان فندق بيلتمور يضم 1000 غرفة وجناح، حوالي 950 منها بها حمامات خاصة بها. كان من المتوقع أن تستوعب هذه الغرف أكثر من 1200 ضيف. تواجه جميع الغرف والأجنحة إما الشارع أو ساحة الإضاءة الداخلية.
كانت الأبواب داخل كل غرفة "بلا ضوضاء" وبها أقفال صامتة. بالنسبة الى أخبار البناء، "لن يتمكن أي شخص من إزعاج نزيل آخر في الفندق عن طريق إغلاق بابه بإهمال". كانت الستائر ذات تصميمات مستوحاة من الطراز الصيني باللون الأزرق والأسود والتوت والأحمر الناعم. كانت الحمامات ذات بلاط أبيض، بينما كانت الغرف تحتوي على "خزائن كبيرة بشكل غير عادي" مع معاطف وحاملات مظلات ومساحة لتعليق الملابس. كانت غرف فندق بيلتمور بشكل عام أصغر من غرف النزل القديمة، مثل فندق مانهاتن، الذي كان يضم 600 غرفة وكان به نفس مساحة الطابق تقريبًا مثل فندق بيلتمور.
أما الطابق الرابع فقد ضم الجناح الرئاسي، وهو جناح خاص لترفيه الضيوف. يشتمل الجناح الرئاسي على ردهة، وغرفة استقبال، وغرفة طعام، وبهو، وغرفة تبديل الملابس،  بالإضافة إلى قاعة احتفالات صغيرة تتسع لـ 300 ضيف. كان للجناح الرئاسي مصعد خاص به يؤدي مباشرة إلى محطة غراند سنترال. أثناء بناء فندق بيلتمور، قام وارن وويتمور بتضمين مساحة تتسع لـ 12 إلى 14 شقة خاصة في الطوابق من الثامن عشر إلى العشرين. تواجه كل شقة من هذه الشقق شارع 43 أو شارع فاندربيلت بالإضافة إلى ساحة مضيئة، وكان بها ما بين ثمانية إلى اثنتي عشرة غرفة. وعلى النقيض من بقية الفندق، كان من المقرر بيع هذه الشقق الخاصة للمستأجرين، الذين سيقومون بعد ذلك بتعيين مهندسين معماريين خاصين بهم لتصميم كل شقة. لم يكن للشقق الخاصة مطابخ خاصة بها؛ وبدلاً من ذلك، تلقوا وجبات الطعام من خدمة تقديم الطعام بالفندق. بخلاف ذلك، كانت هذه الأجنحة تعمل بشكل منفصل عن بقية الفندق وتم تأجيرها لمدة عام. ويضم الفندق أيضًا غرف نوم وصالات للموظفين.

### الميزات الميكانيكية
كان هناك ثمانية مصاعد للركاب وخمسة مصاعد للخدمة، بالإضافة إلى العديد من مصاعد الطعام المؤدية من المطبخ إلى الطوابق العليا. وكانت المصاعد محاطة بردهات زجاجية في كل طابق، مما يمنع الضوضاء الصادرة عن المصاعد من الوصول إلى غرف النوم. تؤدي المصاعد مباشرة من الطابق السفلي إلى ردهة الطابق الأرضي والطوابق العليا. كان يمكن للضيوف تسليم أمتعتهم من القطار مباشرة إلى غرفهم دون الخروج من المنزل.
عندما تم بناء بيلتمور، كان به عدة أنظمة اتصالات؛ أنظمة التلوتوغراف والإملاء والهاتف والأنابيب الهوائية. ووصفت صحيفة نيويورك تايمز الأنظمة بأنها "الأكثر اكتمالا في الوجود". وبالإضافة إلى ذلك، كان الفندق يحتوي على محطة بخارية تعمل بالمياه المفلترة. تحتوي كل غرفة من غرف الضيوف أيضًا على مطبخ صغير لخدمة الغرف، وكان لدى العديد من الشقق الكبيرة مطابخ خاصة بها. كتبت صحيفة Atlanta Journal-Constitution أن بعض الميزات الميكانيكية لبيلتمور "تهدد بانقراض خادم الجرس".

## تاريخ
في القرن التاسع عشر، كانت خطوط السكك الحديدية المركزية في نيويورك شمال مستودع غراند سنترال في وسط مانهاتن تُخدم حصريًا بواسطة القاطرات البخارية، وسرعان ما تسببت حركة المرور المتزايدة في تراكم الدخان والسخام في نفق بارك أفينيو، وهو النهج الوحيد المؤدي إلى المستودع.
بعد وقوع حادث مميت في عام 1902،  أصدر المجلس التشريعي لولاية نيويورك قانونًا لحظر جميع القطارات البخارية في مانهاتن بحلول عام 1908. اقترح نائب رئيس نيويورك سنترال ويليام ج. ويلغوس كهربة الخط وبناء محطة قطار كهربائي جديدة تحت الأرض،  وهي خطة تم تنفيذها بالكامل تقريبًا.
تم هدم مستودع غراند سنترال القديم على مراحل واستبداله بمحطة غراند سنترال الحالية. بدأ البناء في محطة غراند سنترال في عام 1903، وافتتحت المحطة الجديدة في 2 شباط 1913.
سرعان ما أصبحت تيرمنال سيتي المنطقة التجارية والمكاتب الأكثر جاذبية في مانهاتن. ذكرت مقالة نشرتها صحيفة نيويورك تايمز عام 1920، "بفضل فنادقها ومبانيها المكتبية وشققها وشوارعها تحت الأرض، فهي ليست محطة سكك حديدية رائعة فحسب، ولكنها أيضًا مركز مدني رائع."  تم تصميم معظم هذه المباني من قبل وارن وويتمور، اللذين قاما أيضًا بتصميم المحطة نفسها. وفقًا لكريستوفر جراي من نيويورك تايمز ، كان بيلتمور "العمود الفقري لما كان يسمى المدينة الطرفية"، كونه أحد المباني الكبيرة الأولى في المنطقة. شارك وورن ويتمور في تصميم المحطة مع رييد ستيد، لكن حصل وورن ويتمور على الفضل الكامل في تصميم تيرمنال سيتي. كان هذا لأنه بعد وفاة تشارلز أ. ريد من ريد وستيم في عام 1911، أعاد وارن وويتمور التفاوض سرًا على عقدهما المعماري مع نيويورك سنترال. كان فندق بيلتمور واحدًا من العديد من الفنادق التي تم تطويرها في تيرمينال سيتي، جنبًا إلى جنب مع نُزل أخرى مثل كومودور، وروزفلت، وباركلي.

### تطوير
كجزء من بناء محطة غراند سنترال، بدأت نيويورك سنترال التخطيط لإنشاء فندق في مبنى سكني بالمدينة يحده شارع ماديسون وشارع 44 وشارع فاندربيلت وشارع 43. أعلن فندق نيويورك سنترال رسميًا عن خطط لإنشاء فندق بيلتمور المكون من 23 طابقًا في شارع ماديسون في شباط 1912؛ أرادت السكك الحديدية تعظيم استخدام الموقع، الذي كانت تشغله خطوط السكك الحديدية للمحطة الجديدة إلى حد كبير. كان من المقرر تسمية الفندق على اسم عقار بيلتمور في ولاية كارولينا الشمالية، والذي تم تسميته على اسم المقطع الأخير من اسم عائلة فاندربيلت. في آذار 1912، قدم وارن وويتمور خططًا إلى إدارة المباني في مدينة نيويورك لإنشاء فندق مكون من 26 طابقًا، والذي كان من المتوقع أن يكلف 4.5 مليون دولار أمريكي. قام بومان بتعيين جون ماكنتي بومان في شهر أيار لإدارة الفندق،  وأشرف بومان على تطوير فندق بيلتمور.
وصفت صحيفة نيويورك تريبيون العقد الأخير بأنه "واحد من أكبر العقود التي تم وضعها على الإطلاق لفضيات الفنادق". في شهر تموز من ذلك العام، منحت صحيفة نيويورك سنترال شركة فولر للإنشاءات عقدًا عامًا بقيمة 5.5 مليون دولار لبناء الفندق. في ذلك الوقت، كان من المتوقع أن يتم الانتهاء من الفندق مع بداية تشرين الأول 1913. وبحلول نهاية ذلك العام، كان العمال يكملون أعمال التنقيب في موقع الفندق. بدأ بناء فندق بيلتمور في آذار 1913، وتم وضع السقف الفولاذي للفندق في 15 آب 1913. تزامن بناء الفندق مع الانتهاء من المرحلة النهائية من محطة غراند سنترال.
كان من المقرر افتتاح فندق بيلتمور بحفلة ليلة رأس السنة الجديدة عام 1913، وتم حجز كل طاولة في غرفة الطعام الرئيسية بالفندق قبل الافتتاح. وفي الأسبوعين السابقين لافتتاح الفندق، وظف المشروع 1300 عامل بناء، عملوا 24 ساعة يوميًا لإكمال الفندق في الموعد المحدد. وقدرت التكلفة الإجمالية للبناء بما في ذلك الأثاث بـ 10 ملايين دولار. وبلغت تكلفة الفندق نفسه 5.5 مليون دولار من هذه التكلفة، والأثاث 1.5 مليون دولار، والأرض 3 ملايين دولار. عند افتتاح الفندق، كانت غرفه قد تم تأجيرها بالفعل بمبلغ إجمالي قدره 20 مليون دولار. في وصف موقع بيلتمور فوق جزء من محطة غراند سنترال، كتب السجل العقاري والدليل : "سيكون فندق بيلتمور الجديد، بقدر ما نتذكر، أول فندق محطة له أي أهمية يتم تشييده في هذا البلد."  استأجر مشغلو بيلتمور حقوق الطيران فوق مسارات محطة غراند سنترال، ودفعوا لنيويورك سنترال 100 ألف دولار سنويًا.

### عملية بومان وبومان

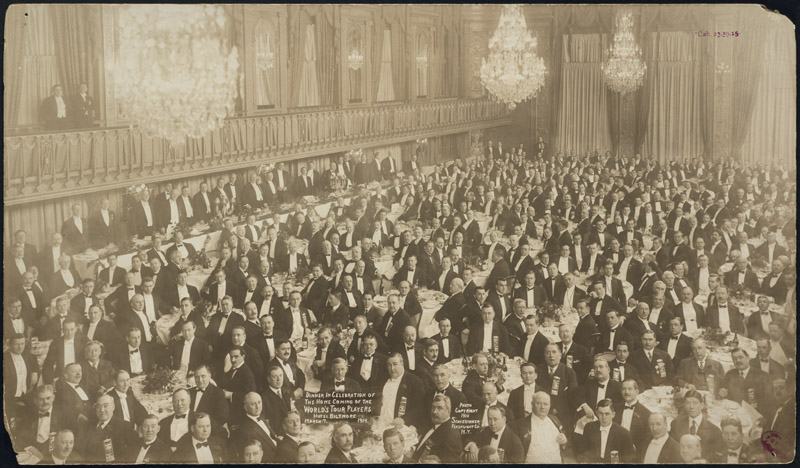
بيلتمور في عام 1914.

استضاف فندق بيلتمور عشاءه الأول في 28 كانون الأول 1913، مع احتفال ضم العديد من المسؤولين المشاركين في بناء الفندق. تم افتتاح الفندق بشكل غير رسمي في 30 كانون الأول, ووصل أول الضيوف إلى الفندق في اليوم التالي, 31 كانون الأول كان هناك أيضًا مكتبان للوساطة المالية في الفندق عند افتتاحه. في السنة الأولى من تشغيلها، أصبحت بيلتمور ذات شعبية كبيرة. قام بومان بتشغيل الفندق لمدة تقل عن عام. توفي في 15 تشرين الأول 1914 بعد سقوطه من سطح الفندق أثناء مراقبته للموظفين. في وقت وفاة باومان، بلغت قيمة الفندق 4 ملايين دولار.
ومع ذلك، كان باومان يدير فندق بيلتمور بخسارة صافية وقت وفاته.
بحلول عام 1918، كان الفندق يحصل على رواتب سنوية تزيد عن مليون دولار. بعد أن وافق بومان ومشغل الفنادق المنافس بنجامين إل إم بيتس على دمج شركتيهما في آيار 1918، أصبح فندق بيلتمور جزءًا من سلسلة فنادق بومان-بيلتمور. في وقت لاحق من العام نفسه، قال بومان إن فندق بيلتمور، بالإضافة إلى فنادقه الأخرى بالقرب من غراند سنترال ومحطة بنسلفانيا، كانوا "يقومون بأعمال أكثر من أي وقت مضى". قام بومان أيضًا بتطوير فنادق بيلتمور الأخرى في جميع أنحاء الولايات المتحدة، والتي سميت جميعها باسم الفندق الموجود في مدينة نيويورك. بعد دخول الحظر في الولايات المتحدة حيز التنفيذ في عام 1919، تم إغلاق بار بيلتمور واستبداله بمنضدة غداء. ظل الفندق ناجحًا حتى أوائل عشرينيات القرن العشرين،  وسط الزيادات السريعة في حركة الركاب في غراند سنترال بعد اكتمال المحطة.
أعلن بومان في تموز 1924 أنه سيتم استبدال غرفة الشواء والبار وغرفة نادي الرجال بمتاجر بتكلفة 500 ألف دولار. بحلول ذلك الوقت، تم استبدال مساكن الطبقة العليا التي ميزت الجزء المجاور من شارع ماديسون في القرن التاسع عشر بمؤسسات البيع بالتجزئة. صمم وارن وويتمور التعديلات. تم تأجير واجهات المحلات هذه في البداية لمستأجرين يعملون في صناعات الملابس والنسيج، مثل شركة جوثام سيلك للجوارب  وشركة إدوارد جروبر،  بالإضافة إلى متجر للأدوية. استمر بومان في إدارة فندق نيويورك بيلتمور حتى وفاته في عام 1931،  وتولى ديفيد موليجان منصب رئيس بومان بيلتمور في العام التالي. خلال ثلاثينيات القرن العشرين، كان فندق بيلتمور واحدًا من أغلى الفنادق في مدينة نيويورك، إلى جانب فنادق تشاتام وبارك لين وروزفلت ووالدورف أستوريا. انتقل النادي الكندي في نيويورك إلى بيلتمور في عام 1930،  ونقل نادي المرور في نيويورك مقر النادي الخاص به إلى الطابقين الثامن عشر والتاسع عشر في بيلتمور في عام 1934.

### تشغيل الفنادق العقارية

#### الثلاثينيات إلى الخمسينيات

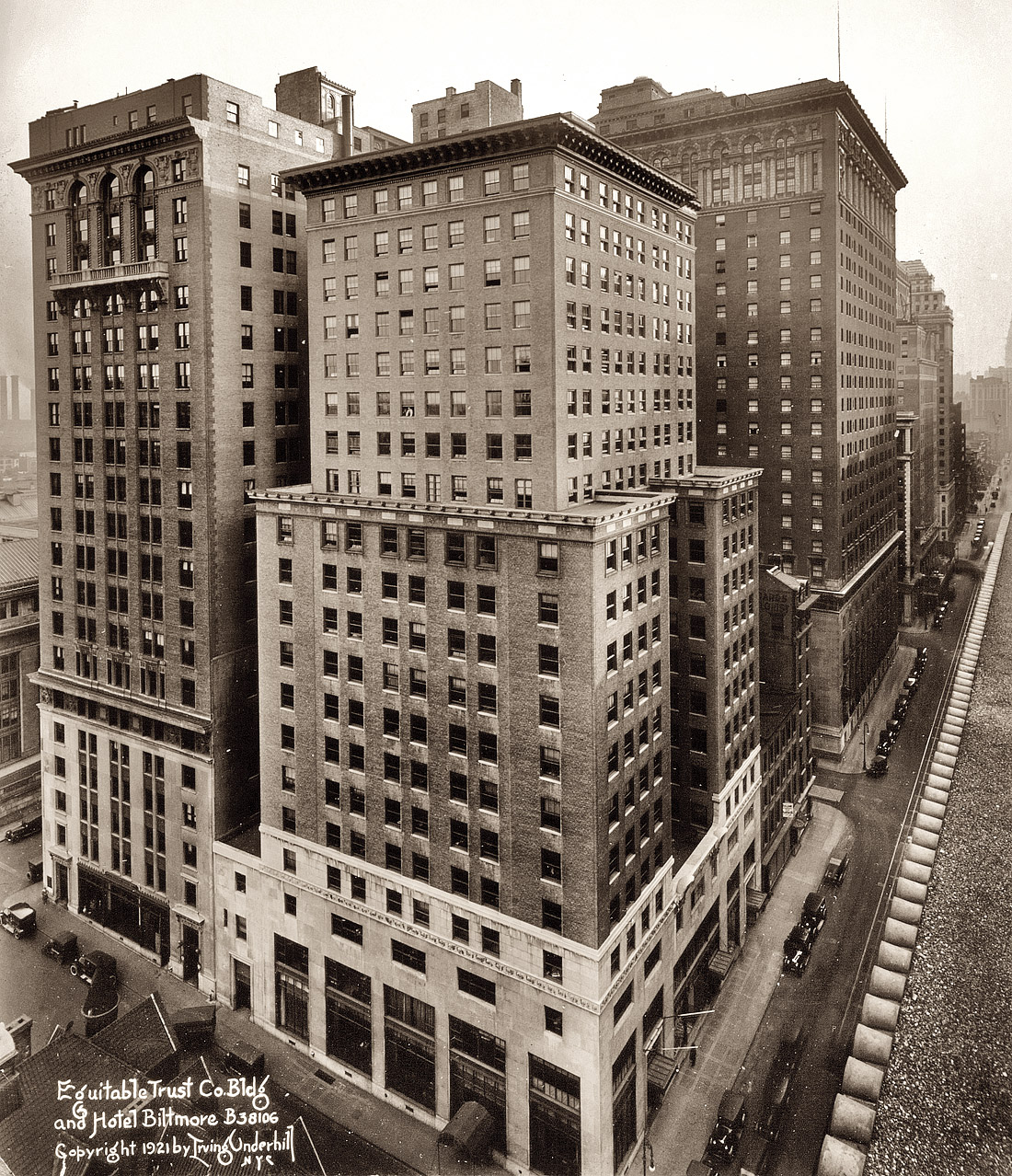
في هذه الصورة التي تم التقاطها عام 1921، يمكن رؤية بيلتمور في أقصى اليمين، خلف مبنى شركة الائتمان (في الوسط).

ألغت صحيفة نيويورك سنترال عقد إيجار بومان-بيلتمور لفندق بيلتمور في كانون الأول 1934. احتفظت نيويورك سنترال بالملكية الكاملة لفندق بيلتمور والممتلكات الأخرى حول محطة غراند سنترال. تم افتتاح غرفة بومان، وهو ملهى ليلي في الطابق الأرضي، في الفندق في تشرين الأول 1936. عندما أصبح فندق تشاتام وبارك لين جزءًا من سلسلة فنادق ريالتي في عام 1940، تولى فرانك ريغان، الذي كان يدير الفندقين الآخرين، إدارة بيلتمور. تم حجز فندق بيلتمور بكامل طاقته خلال الحرب العالمية الثانية، عندما كان السياسيون وأعضاء القوات المسلحة الأمريكية يترددون على الفندق. قام ريجان بتجديد جميع غرف الفندق في الأربعينيات من القرن العشرين، على الرغم من أن الفندق ظل مفتوحًا أثناء المشروع. وتضمن العمل استبدال ديكورات غرف الضيوف، وإضافة مصاعد آلية، وتجديد الحمامات، وتركيب المعدات الميكانيكية.
تولى هاري إم أنهولت منصب رئيس شركة فنادق ريالتي  كجزء من مشروع بقيمة 5 ملايين دولار يشمل ثلاثة فنادق،  أضافت فنادق فنادق ريالتي غرفة ضيوف إلى الطابق العلوي لفندق بيلتمور. بالإضافة إلى ذلك، تم إضافة العديد من الأجنحة التنفيذية، والتي تم تأجيرها بعد ذلك للصناعات والشركات لمدة عام. بدأ بيلتمور أيضًا في تقديم خصومات وعروض مبيعات أخرى لجذب المجموعات والمؤتمرات. بحلول عام 1958، تم حجز المؤتمرات في الفندق لمدة تصل إلى عامين مقدمًا. بالإضافة إلى ذلك، انتقلت معارض جراند سنترال الفنية (التي تأسست عام 1922 من قبل مجموعة ضمت والتر لايتون كلارك وجون سينجر سارجنت وإدموند جريسين  ) من جراند سنترال إلى بيلتمور في آيار 1959. تحتوي المساحة الجديدة في الطابق الثاني من الفندق على ست قاعات عرض ومكتب. على الرغم من أن الفندق كان لا يزال مربحًا، إلا أن نيويورك سنترال ككل بدأ يخسر المال بحلول أواخر الخمسينيات من القرن الماضي.
خلال هذا الوقت، كان نيو هيفن ونيويورك سنترال متورطين في نزاع طويل الأمد؛  جادل مسؤولو نيو هيفن بأنهم يحق لهم الحصول على نصف أرباح بيلتمور، حيث كان خطا السكة الحديد شريكين متساويين في تشغيل المحطة. في تشرين الثاني 1958، أشارت نيو هافن إلى أنها لا ترغب في تجديد عقد إيجار فندق ريالتي لفندق بيلتمور، والذي كان على وشك الانتهاء، حيث كانت فنادق ريالتي شركة فرعية مملوكة بالكامل لشركة نيويورك سنترال. أرادت شركة نيو هافن أن تبدأ شركة فنادق ريالتي بدفع الإيجار مباشرة لمدير شركة غراند سنترال، مما سيؤدي إلى تقسيم الأرباح بالتساوي بين خطي السكة الحديد. رداً على ذلك، أمرت صحيفة نيويورك سنترال مدير المحطة برفض المدفوعات. منحت محكمة ولاية نيويورك نيويورك سنترال أمرًا قضائيًا مؤقتًا ضد نيو هافن. قضت المحكمة العليا في نيويورك في أيلول 1960 بأن نيو هافن لها الحق في تحصيل الدخل من بيلتمور. أيدت دائرة الاستئناف بالمحكمة العليا الحكم في عام 1961،  كما فعلت محكمة الاستئناف في نيويورك في العام التالي. كانت نيو هافن قد تقدمت بطلب للإفلاس بحلول ذلك الوقت،  لذلك أمر قاضي الولاية نيويورك سنترال بدفع 1.6 مليون دولار لأمناء نيو هافن في يوليو 1962.

#### الستينيات والسبعينيات
تم افتتاح بارلور كار، وهي غرفة استقبال للسيدات، في الفندق عام 1962،  داخل ممر يُعرف باسم ممر بولمان. في العام نفسه، وسط منافسة من الفنادق الأخرى، شكلت فنادق بيلتمور، كومودور، وروزفلت تحالفًا لجذب المؤتمرات التي تضم ما بين 1500 إلى 5000 ضيف. سمح التحالف للفنادق الثلاثة باستضافة مؤتمر واحد عبر 4000 غرفة ضيوف و90 غرفة اجتماعات و15 مطعمًا و 50,000 قدم مربع (4,600 م2) مساحة العرض. بحلول ذلك الوقت، بدأت حركة السكك الحديدية في الانخفاض مع بداية عصر الطائرات وبناء نظام الطريق السريع بين الولايات، وكان هناك أيضًا طلب متزايد على المساحات المكتبية في مانهاتن. خلال هذا العقد، قامت شركة ريالتي هوتيلز باستبدال حوالي نصف المصاعد التي يتم تشغيلها يدويًا في فنادق باركلي، وبيلتمور، وكومودور، وروزفلت،  كما قامت بتجديد هذه الفنادق كجزء من خطة تحديث بقيمة 22 مليون دولار. وقال رئيس شركة ريالتي هوتيلز إن التجديدات ساعدت في جذب العملاء الجدد والعائدين إلى الفنادق. تم تعيين توماس جيه كين مديرًا إداريًا للفندق في عام 
بعد أن افتتح فندق بلازا بار أوك بار المخصص للرجال فقط للنساء في عام 1969 بعد سلسلة من الاحتجاجات من قبل بعض النساء، أصبح بيلتمور مسرحًا لاحتجاجات مماثلة. حاول رواد الحانة ثني النساء عن الدخول من خلال التحديق في كل من حاول الدخول والتصفيق حتى يرضوا ويغادروا. بعد صدور حكم المحكمة عام 1970 ضد التمييز بين الجنسين، بدأت النساء في دخول الحانة.
أمرت حكومة مدينة نيويورك مديري بيلتمور بإعادة تسمية الحانة في عام 1973،  وأيد قاضي المحكمة العليا في نيويورك هذا القرار في عام 1974. بدأ باركلي، وبيلتمور، وكومودور، وروزفلت في عرض الأفلام داخل الغرفة في عام 1972  كجزء من مشروع تجديد صغير،  قامت فنادق ريالتي بتجديد غرفة الطعام الرئيسية في منتصف السبعينيات. أعيد افتتاح فندق ساحة النخيل في عام 1975 كحانة تحمل اسم اندر ذا كلوك Under the Clock، في إشارة إلى العبارة الشهيرة "قابلني تحت الساعة"(بالإنجليزية: Meet me under the Clock)‏ ، والتي ادعى الفندق أنها مستوحاة من الساعة الشهيرة عند مدخل ساحة النخيل. تم إغلاق حانة بيلتمور نهائيًا في نهاية حزيران 1977.

### بيع السبعينيات
شهدت منطقة نيويورك المركزية تدهورًا ماليًا خلال الستينيات، حيث اندمجت مع سكة حديد بنسلفانيا في عام 1968 لتشكيل سكة حديد بنسلفانيا المركزية.
بحلول أواخر عام 1970، كان فندق بيلتمور يواجه حبس الرهن، وكذلك العديد من المباني الأخرى التي يملكها بن سنترال حول محطة غراند سنترال. بعد إفلاس بن سنترال في ذلك العام، سعت الشركة إلى بيع ممتلكاتها، بما في ذلك الأرض الموجودة أسفل فندق بيلتمور. تم طرح المباني للبيع بالمزاد في تشرين الأول 1971. وتأخرت الإجراءات لعدة سنوات. عرضت بن سنترال جميع عقارات ريالتي هوتيلز للبيع لكنها سحبت بعد ذلك عرضها لبيع الفنادق. بدلًا من ذلك، أنفق بن سنترال 4.5 مليون دولار على تجديد فنادق بيلتمور وباركلي وروزفلت في  1976.
في نيسان 1978، طلبت بن سنترال الإذن من محكمة المقاطعة الفيدرالية لبيع فنادق بيلتمور وباركلي وروزفلت مقابل 45 مليون دولار إلى فنادق لويس. عرضت حكومة مدينة نيويورك أيضًا حقوق الطيران غير المستخدمة لفندق بيلتمور على بن سنترال مقابل السماح للجنة الحفاظ على معالم مدينة نيويورك بتعيين محطة غراند سنترال كمعلم للمدينة، وهي خطوة عارضها بن سنترال. وبعد ذلك عرض كونسورتيوم من المستثمرين في الشرق الأوسط شراء الفنادق مقابل 50 مليون دولار. ورفع لويس عرضه للفنادق الثلاثة إلى 55 مليون دولار، ووافق قاض فيدرالي على البيع في بداية حزيران 1978. كتب كارتر بي هورسلي أن شراء لويس للفنادق الثلاثة "قد ينقذ مستقبلهم". وكان الفندق في ذلك الوقت يضم 907 غرفة.
أعاد لويس بيع بيلتمور و روزفلت للمطور بول ميلستينفي تموز 1978 مقابل 30 مليون دولار. استبدال بار بيلتمور القديم في عام 1978 بمطعم كافيه فاني، الذي يديره جورج لانج، والذي تم إغلاقه في نيسان 1979  أصبحت المساحة بدورها متجرًا للكمبيوتر. في السنوات الأخيرة للفندق، أصبح متهالكًا بشكل واضح، ورفض أصحابه شراء أثاث جديد، على الرغم من النقص في أشياء مثل أدوات المائدة والبياضات. بالإضافة إلى ذلك، واجه فندق بيلتمور منافسة متزايدة من الفنادق الأحدث، ولم يكن قادرًا إلا على تأمين "مؤتمرات ومجموعات سياحية رخيصة"، وفقًا لمديره. ذكرت صحيفة نيويورك تايمز أنه خلال أواخر السبعينيات، كانت هناك شائعات مفادها أنه سيتم تحويل بيلتمور لاستخدام آخر، أو إعادة بنائه، أو هدمه.

### الإغلاق والإستبدال بالمكاتب

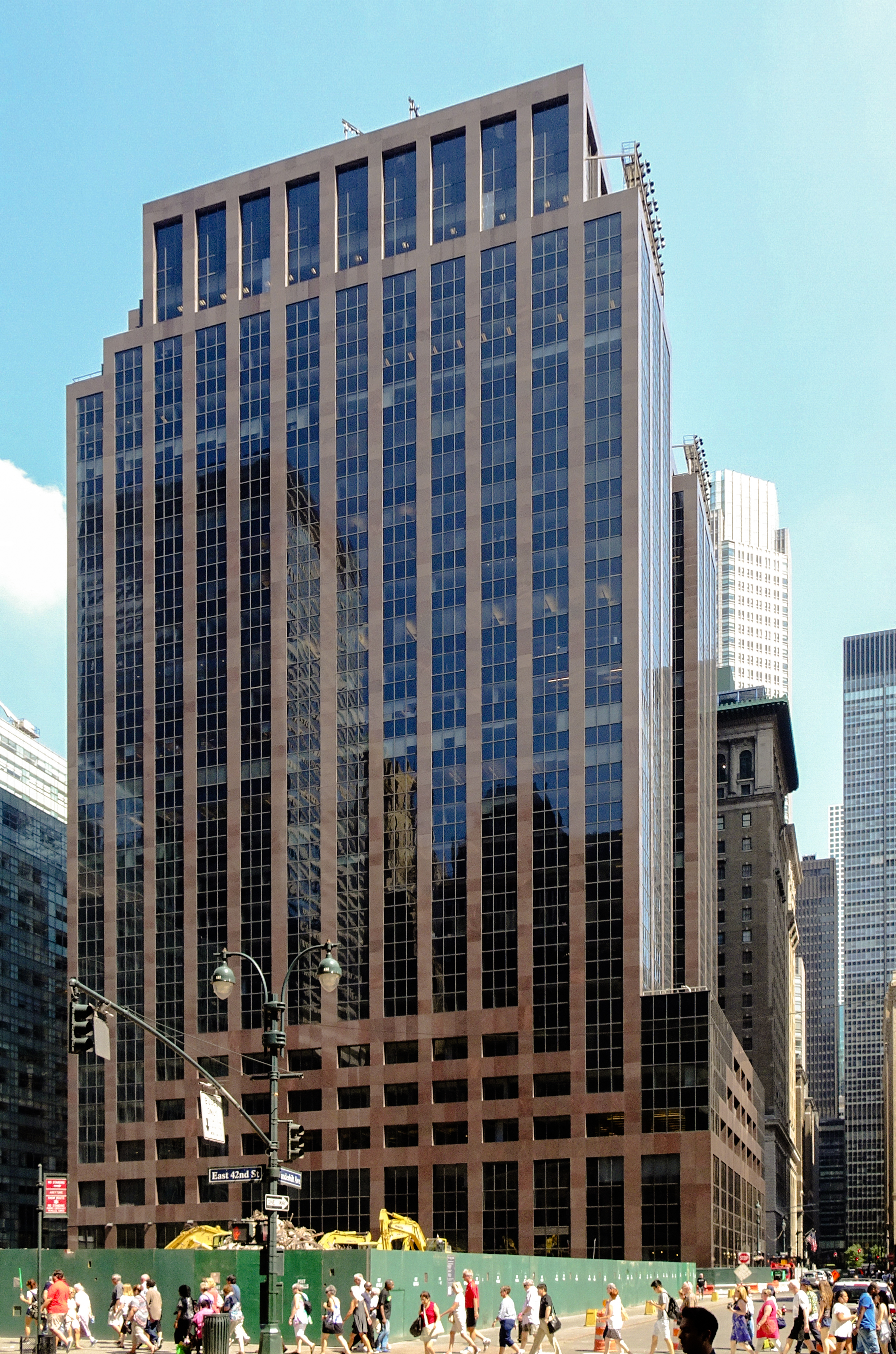
22 فاندربيلت، مبنى فندق بيلتمور السابق، شوهد في عام 2016.

في آذار 1981، قدم ميلستين خططًا للمدينة لهدم الفندق وإعادة بنائه كمبنى للمكاتب. في البداية، خطط ميلشتاين لاستبدال الواجهة بواجهة خارجية زجاجية مشابهة لتلك الموجودة في فندق حياة جراند سنترال نيويورك. بعد بضعة أشهر، قدم بول ميلشتاين خططًا لتعديل مقترح للتصميم الداخلي للفندق. في 29 تموز، وافق ميلستين على تأجير نصف المبنى لبنك أوف أمريكا. وعلى مدى اليومين التاليين، أُرسلت رسائل مسجلة إلى نزلاء الفندق لإبلاغهم بأنه سيتعين عليهم الانتقال في المستقبل القريب. بعد إعلان بنك أوف أمريكا، قام سيمور وبول ميلستين بتعديل تصميم مبنى المكاتب المخطط له، والذي سيصبح الآن مصنوعًا من الجرانيت. وكتبت مجلة فارايتي : "تأتي نهاية بيلتمور في وقت يعتقد فيه أصحاب الفنادق في المدينة أن العصر الذهبي للفنادق، الذي بدأ عام 1976، قد انتهى".

#### الأيام الأخيرة وجدل الحفاظ
توقفت بيلتمور عن العمل فجأة في 14 آب 1981، قبل أسبوعين من الموعد المقرر لإغلاقها. تم إبلاغ ضيوف المبيت بأن الفندق سيغلق، وتم منح المقيمين الدائمين مهلة 30 يومًا للمغادرة. دخلت أطقم الهدم في نفس اليوم وبدأت في إزالة الزخارف،  تمت إزالة ساعة بالم كورت ووضعها في المخزن. تم نقل جميع الضيوف باستثناء 150 ضيفًا خلال يوم واحد من الإعلان،  وأغلقت معارض جراند سنترال الفنية بعد ذلك بوقت قصير. كتب جون راسل من صحيفة نيويورك تايمز ، واصفًا نهاية العرض النهائي لمعرض بيلتمور وغراند سنترال الفني هناك: "منذ هدم شمشون المعبد الكبير في غزة، اختفى مبنى بالسرعة التي اختفى بها فندق بيلتمور. "لكن الناس أظهروا إصرارًا نادرًا في اليوم أو اليومين الأخيرين في شق طريقهم إلى الطابق العلوي عند المدخل في شارع فاندربيلت إلى حيث كانت معارض غراند سنترال تحتفظ بمكانتها الخاصة." 
تقدمت منظمة الحفاظ على معالم نيويورك وجمعية الفنون البلدية بطلب للحصول على أمر تقييدي مؤقت وحصلت عليه في  آب. ادعى دعاة الحفاظ على البيئة أن عائلة ميلستين دمروا الأماكن العامة بأسرع ما يمكن لمنع الحفاظ عليها. على العكس من ذلك، قال محامي عائلة ميلشتاين إن دعاة الحفاظ على التراث فشلوا في التصرف على الرغم من علمهم بتأجير مبنى الفندق لبنك أوف أمريكا. على الرغم من أن دعاة الحفاظ على البيئة طلبوا أمرًا تقييديًا آخر في 17 آب، إلا أنهم لم يتمكنوا من جمع سندات بقيمة 75000 دولار للحفاظ على الأمر التقييدي في مكانه. بحلول ذلك الوقت، كانت الأبواب والدرابزينات والتركيبات الفرنسية في بالم كورت قد أزيلت بالفعل. كما أبلغت وكالة حماية البيئة مقاولي الهدم بأنهم انتهكوا لوائح الأسبستوس الفيدرالية أثناء قيامهم بهدم الجزء الداخلي من بيلتمور. وبحلول 18 آب، كانت الأوامر التقييدية قد انتهت صلاحيتها أو تم إبطالها.
تم تحديد جلسة استماع حول ما إذا كان ينبغي تخصيص قاعة الرقص والجزء الخارجي كمعالم للمدينة، وبالتالي منع إجراء تعديلات كبيرة على هذه الأجزاء من الفندق. رفض أحد قضاة ولاية نيويورك إصدار أوامر قضائية أخرى ضد الهدم. وظلت حالة القاعة غير مؤكدة، على الرغم من وعد عائلة ميلشتاين بإخطار دعاة الحفاظ على البيئة عند بدء عملية هدم الغرفة. في 9 أيلول، قبل أسبوع من جلسات الاستماع الخاصة بالمعالم، وافقت عائلة ميلشتاين على إعادة بناء بالم كورت بالفندق والردهة والمدخل الرئيسي لشارع 43 داخل مبنى المكاتب. بالإضافة إلى ذلك، تم هدم الأجزاء الداخلية بسرعة كبيرة بحيث لم يكن هناك أي شيء يمكن إنقاذه تقريبًا.

#### إعادة الإعمار كمبنى للمكاتب
تم التوصل إلى تسوية في أيلول 1983، حيث ساهمت عائلة ميلشتاين بمبلغ 500 ألف دولار في صندوق تديره منظمة الحفاظ على المعالم. قبلت منظمة الحفاظ على البيئة الاتفاقية لأن إعادة إنشاء الغرف داخل برج المكاتب "سوف ينظر إليها بحق من قبل المؤرخين المعماريين والجمهور بشكل عام على أنها تؤدي إلى تصميم لا يزيد عن كونه مجرد صورة كاريكاتورية". وفقًا لبريندان جيل من منظمة المحافظة على البيئة، كان البديل هو دعوى قضائية ربما تستمر لعدة سنوات.
تم تدمير الفندق القديم بالكامل تقريبًا، على الرغم من الاحتفاظ بمعظم الإطار الفولاذي. قدر بول ميلستين أن الإطار الفولاذي الحالي زاد تكاليف البناء بنسبة 25 بالمائة، لكنه سمح له أيضًا بإضافة 200,000 قدم مربع (19,000 م2) مساحة قابلة للاستخدام أكثر من المبنى الجديد تمامًا في الموقع.
تم ربط طرفي الكتلة على شكل "U" في بيلتمور، مما أدى إلى تحويل الفندق إلى شكل "O". تم بناء قلب مصعد جديد وإنشاء ردهة مكونة من 28 طابقًا في وسط المبنى. كما تم إعادة بناء الواجهة بالجرانيت البني، وتم استبدال المصاعد والتدفئة والتبريد والأنظمة الميكانيكية الأخرى بالكامل. تم تحويل الطوابق الثلاثة الأدنى إلى 25,000 قدم مربع (2,300 م2) من مساحات التجزئة.
كانت ساعة ساحة النخيل هي الزخرفة الوحيدة التي تم الحفاظ عليها من الفندق. امتلكت هيئة النقل الحضرية الممر المؤدي إلى شارع 44 وغرفة بيلتمور في الطابق السفلي، واحتلت مكتبة كاثوليكية واجهة متجر في شارع 43 وشارع فاندربيلت؛ ظلت هذه المساحات الثلاثة سليمة.
توقفت عملية إعادة تطوير الفندق مؤقتًا في نيسان 1982 بعد ظهور تسريبات في غرفة بيلتمور. قام ميلشتاين بعد ذلك بدفع تكاليف ترميم غرفة بيلتمور، التي أعيد افتتاحها في نيسان 1985  بعد التجديد الذي صممه جورجيو كافاجليري .

#### استخدام مكتبي
بدأ بنك أوف أمريكا في الانتقال إلى الطوابق من الثاني إلى الرابع عشر من المبنى بحلول أواخر عام 1983،  وأعيد افتتاح بيلتمور السابق في 15 أيار 1984، باسم بنك أوف أمريكا بلازا. في البداية، احتل بنك أوف أمريكا نصف المبنى المكون من 28 طابقًا فقط.
عندما تم افتتاح بنك أوف أمريكا بلازا، تم نقل العديد من البنوك الكبيرة الأخرى إلى شارع ماديسون. وانتقد بول جولدبرجر التصميم الجديد. ". انتقل المزيد من المستأجرين إلى المبنى في التسعينيات، مثل جمعية الإدارة الأمريكية  وشركة نيويورك للتأمين على الحياة .
انتقل بنك أوف أمريكا إلى 1 براينت بارك في عام 2010  وأصبح المبنى معروفًا بعنوانه 335 شارع ماديسون. بحلول عام 2010، كان من بين مستأجري المبنى العديد من شركات التكنولوجيا، مثل اديبار Addepar  و فيسبوك Facebook Inc.  خلال ذلك العقد، سعى المسؤولون الحكوميون في المدينة إلى تغيير لوائح تقسيم المناطق حول محطة غراند سنترال كجزء من خطة إعادة تقسيم ميدتاون إيست. بعد الإعلان عن إعادة تقسيم ميدتاون إيست، أشار هوارد ميلستين، نجل بول ميلستين، في عام 2015 إلى أنه يريد بناء برج مكاتب أكبر يضم فندقًا فخمًا في الموقع. قرر ميلشتاين لاحقًا تجديد المبنى الحالي وإضافة ردهة مقابل 150 مليون دولار أمريكي.
تم الانتهاء من التجديد إلى حد كبير بحلول نهاية عام 2019. وتمت إعادة تسمية المبنى مرة أخرى في أواخر عام 2022، ليصبح 22 فاندربيلت.

## ضيوف
كان من بين ضيوف الفندق الأوائل ويليام إتش نيومان، رئيس السكك الحديدية المركزية في نيويورك، الذي عاش هناك حتى وفاته في عام 1918،  وكذلك المهندس المعماري ويليام رذرفورد ميد من شركة مكيم ميد آند وايت. شغل حاكم نيويورك آل سميث أيضًا جناحًا من الغرف في فندق بيلتمور.

### استخدامها كمكان للاجتماع
كتب كريستوفر جراي في عام 2013، "أصبح فندق بيلتمور، وعلى وجه الخصوص ساعته، مؤسسة تقريبًا مثل جراند سنترال نفسه." 
التقى الكاتب المنعزل جي دي سالينجر كثيرًا مع ويليام شون، محرر مجلة نيويوركر، تحت ساعة ردهة فندق بيلتمور. كان الكاتب إف سكوت فيتزجيرالد أيضًا من بين الذين التقوا "تحت الساعة في بيلتمور".
في ذروة الفندق، التقت مئات الشابات مع بعضهن البعض تحت ساعة بيلتمور. بالإضافة إلى ذلك، لعدة عقود، كانت كافتيريا بيلمور في فندق بيلتمور مكان تجمع مشترك لسائقي سيارات الأجرة في مدينة نيويورك.
كان الفندق مكانًا شهيرًا للقاء طلاب الجامعات نظرًا لقربه من غراند ينترال تيرمنال،  بالإضافة إلى العديد من أندية خريجي أيفي ليج Ivy League. كتبت صحيفة نيويورك هيرالد تريبيون في عام 1956 أن ما يصل إلى 2000 طالب تجمعوا في الفندق يومي الجمعة والسبت. خلال العطلات، جاء أكثر من نصف إجمالي إيرادات الفندق من طلاب الجامعات. وفي العديد من الحالات، يقوم 16 إلى 18 طالبًا بحجز الغرف في نفس الوقت. ولجذب هؤلاء الطلاب، قدم الفندق خصومات تتراوح بين 40 إلى 60 بالمائة. كتبت صحيفة نيويورك تايمز في عام 1957 أن الفندق كان "المقر غير الرسمي هنا للكلية والمدارس الإعدادية".

### استخدام الحزب الديمقراطي
كان يتردد على فندق بيلتمور أيضًا سياسيو الحزب الديمقراطي، الذين كانوا يعقدون بشكل متكرر صفقات في الحمامات التركية بالفندق ويستأجرون غرف المناسبات أثناء الانتخابات. بدأ هذا الاتجاه في الثلاثينيات، عندما أنشأ رئيس الحزب الديمقراطي جيمس أ. فارلي مركز قيادة هناك. خلال الانتخابات الرئاسية الأمريكية في الأعوام 1932 و1936 و1940 و1944 و1948، أدارت اللجنة الوطنية الديمقراطية حملتها الوطنية من فندق بيلتمور.
كان للمرشح الرئاسي الديمقراطي فرانكلين دي روزفلت أيضًا مقر حملته الوطنية هناك في أعوام 1932 و1936 و1940  احتل الحزب الديمقراطي الطابق الثاني بأكمله من الفندق حتى عام 1962. كثيرًا ما وصف الموظفون فارلي والتاجر برنارد إف جيمبل والملاكم جين توني بأنهم جزء من "نظام حمامات بيلتمور" لأنهم كانوا يترددون على الحمامات التركية بالفندق. في وقت إغلاق بيلتمور في عام 1981، كان العديد من الديمقراطيين البارزين لا يزالون يشغلون مكاتب في الطابق النصفي، بما في ذلك رئيس قاعة تاماني كارمين ديسابيو ورئيس الحزب الديمقراطي السابق في نيويورك مايكل إتش بريندرغاست.

## الأحداث
بعد وقت قصير من افتتاح بيلتمور، بدأ في استضافة الأحداث السنوية، بما في ذلك حفلات جمعية رجال فندق نيويورك،  كرات الحرس القديم،  وعشاء عرض الخيول الوطني. بالإضافة إلى ذلك، في عام 1915، حاول هنري فورد التوسط في اتفاق هدنة لوقف الحرب العالمية الأولى أثناء مقره الرئيسي في بيلتمور. في 4 آب 1916، تم التوقيع على معاهدة جزر الهند الغربية الدنماركية في الفندق، والتي نقلت ملكية جزر الهند الغربية الدنماركية، الآن جزر فيرجن الأمريكية، من الدنمارك إلى الولايات المتحدة. وشملت الأحداث الأخرى في الفندق مأدبة غداء عام 1915 على شرف الرئيس الأمريكي وودرو ويلسون؛  عشاء عام 1931 تم فيه تزيين القاعة الرئيسية لتشبه مضمار سباق الخيل في بلمونت بارك؛  ومأدبة غداء عام 1936 على شرف الذكرى المئوية لماديسون أفينيو.
في الفترة من 6 إلى 11 أيار 1942، كان الفندق موقعًا لمؤتمر بيلتمور، وهو اجتماع للجماعات الصهيونية التي أنتجت برنامج بيلتمور، وهو عبارة عن سلسلة من المطالب المتعلقة بفلسطين . تناول الرئيس السوفييتي نيكيتا خروتشوف ورجل الصناعة سايروس إس إيتون الغداء في الفندق في عام 1960، مما أثار احتجاجات واسعة النطاق. في سنواتها الأخيرة، استضافت بيلتمور إلى حد كبير المؤتمرات،  مثل المؤتمر الذي يعقد كل سنتين للمؤتمر اليهودي الأمريكي.

## معرض الصور

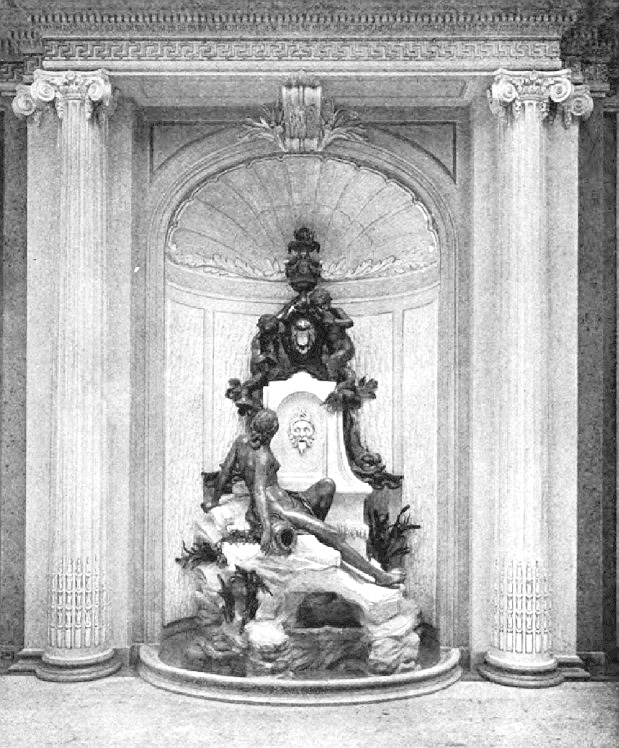
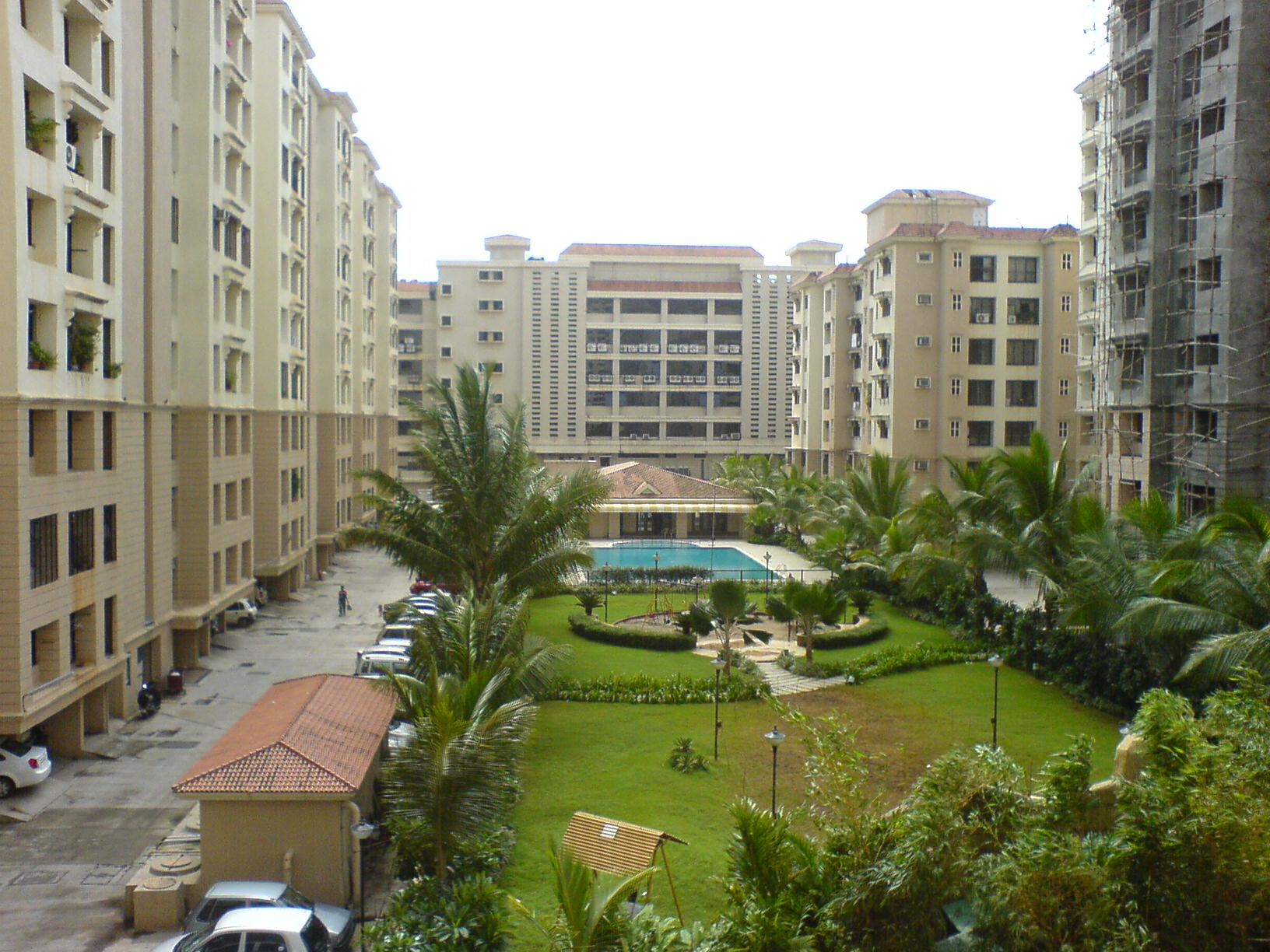
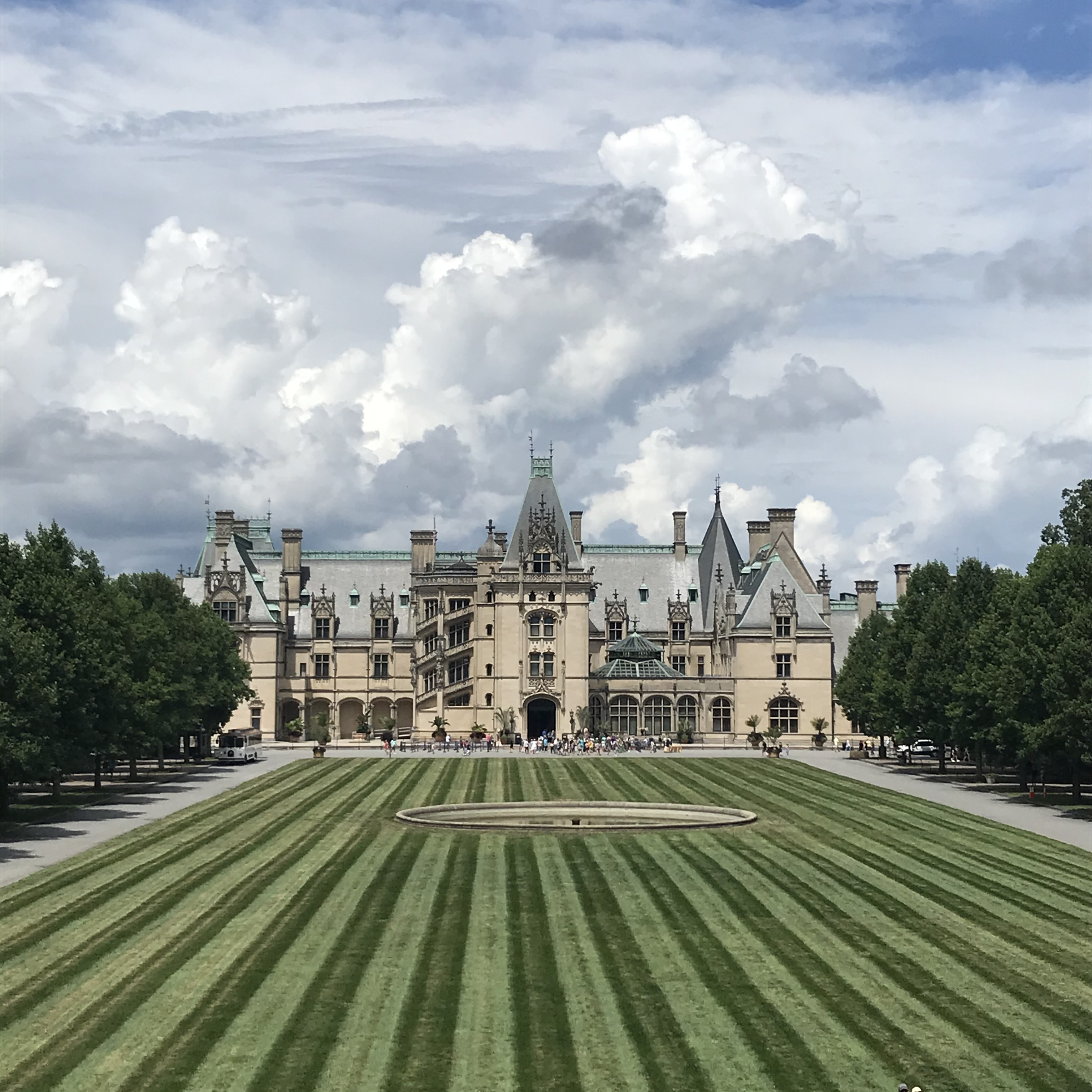
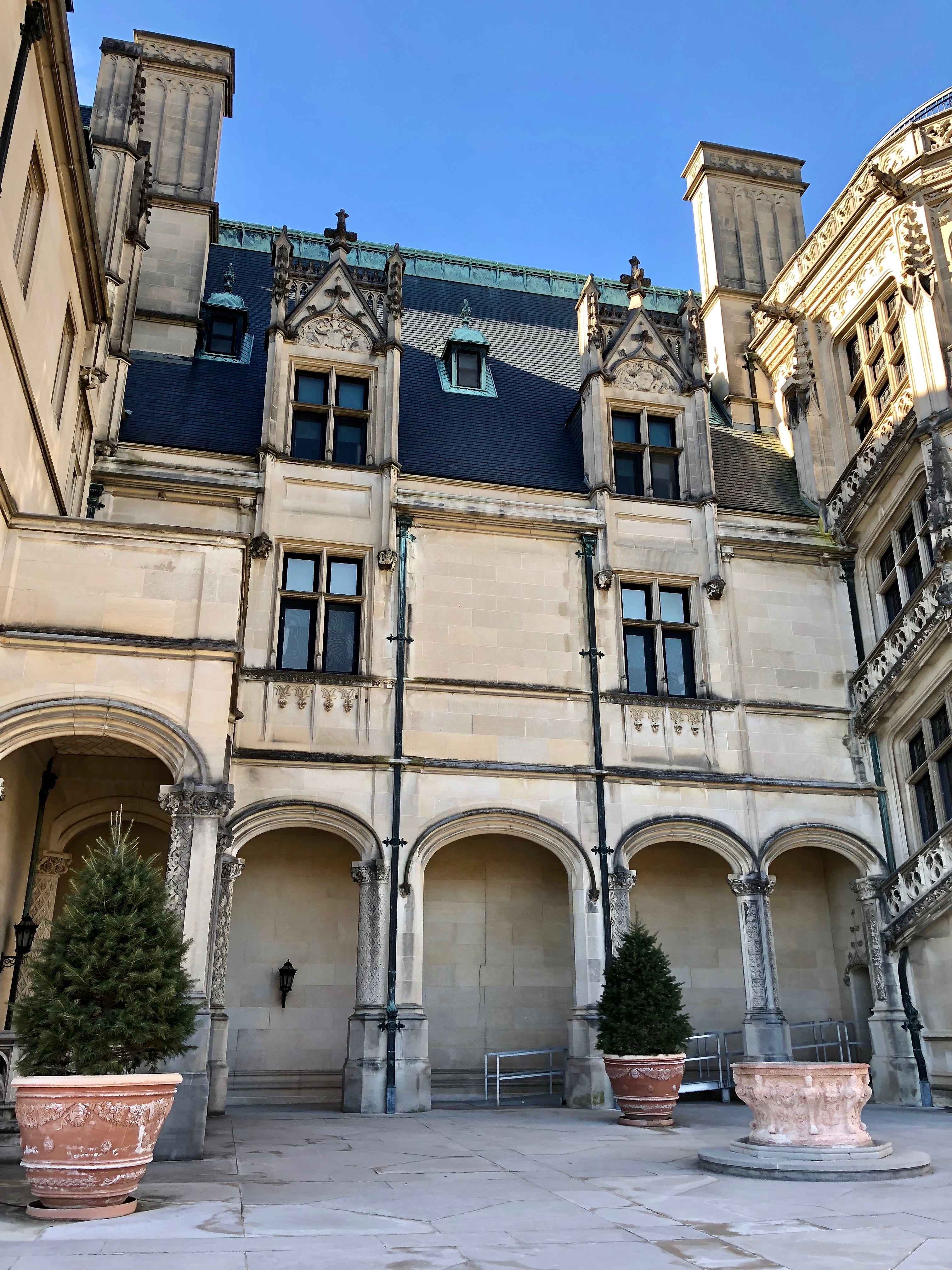

## روابط خارجية
- 22 موقع فاندربيلت الرسمي
- مقالة السجل المعماري (1912)